# Headstone Lane (stacja kolejowa)
Headstone Lane – stacja kolejowa w Londynie, na terenie London Borough of Harrow, zarządzana i obsługiwana przez London Overground jako część Watford DC Line. W latach 1917-82 należała do sieci metra londyńskiego, a dokładniej Bakerloo Line. W roku statystycznym 2007/08 skorzystało z niej ok. 1,256 mln pasażerów.